# Eikelenbosch (Melderslo)
Eikelenbosch is een Nederlands gehucht in het Noord-Limburgse Melderslo. Het ligt ten noorden van het dorp.
In het gehucht staat de Onze-Lieve-Vrouw-van-Altijddurende-Bijstandkapel.

## Geschiedenis
De eerste schriftelijke bewijzen van het gehucht Eikelenbosch dateren van circa 1400. Het gebied wordt waarschijnlijk al bewoond vanaf circa 2700 v. Chr. De eerste kaart waarop de Eikelenbosch te zien is, is de Tranchotkaart uit 1803-1820.
Tot 31 december 2000 behoorde Eikelenbosch tot de gemeente Horst die per 1 januari 2001 opging in de gemeente Horst aan de Maas.
Dorpen: America · Broekhuizen · Broekhuizenvorst · Evertsoord · Griendtsveen · Grubbenvorst · Hegelsom · Horst · Kronenberg · Lottum · Meerlo · Melderslo · Meterik · Sevenum · Swolgen · Tienray

Buurtschappen: Broek (Horst) · Broek (Sevenum) · Broekeind · Californië · Eikelenbosch · Elshout · Genenberg · Gun · Hazenhorst · De Hees · De Heide · Hei-Oostenrijk · Homberg · Houthuizen · Keuter · Legert · Lovendaal · Megelsum · Most · Ooijen · Osterbos · Raaiend · Schadijk · Steeg · De Steegh · Stokt · Tongerlo · Ulfterhoek · Veld-Oostenrijk · Vinkepas · De Vorst · Wielder · Zeelberg · Zwaanenheike · Zwarte Plak

Limburg: Steden en dorpen      Nederland: Provincies · Gemeenten